# SK아이이테크놀로지
SK아이이테크놀로지는 2019년 SK이노베이션에서 물적 분할하여 설립된 회사로 배터리 분리막을 제조하는 회사다. 본사는 서울특별시 종로구 종로 26 (서린동)에 있다.

## 역사
- 2004년 - 국내 최초, 세계 3번째로 LiBS(Lithium-ion Battery Separator) 개발 성공
- 2005년 - 청주공장 준공 및 LiBS 1호기 상업 가동
- 2010년 - 증평공장 준공
- 2018년 - 중국 법인 (SK Hi-tech Battery Materials (Jiang su) Co., Ltd.) 신규 설립
- 2018년 - FCW 사업 진출 결정 (투명 PI 1호기 투자)
- 2019년 - 폴란드 법인 (SK Hi-tech Battery Materials Poland Sp.Zo.o.) 신규 설립
- 2019년 - SK아이이테크놀로지(주) 물적 분할 완료
- 2020년 - FCW 사업 본격 상업 생산
- 2020년 - 중국 창저우 공장 양산 개시 (Phase 1)
- 2021년 - 중국 창저우 제2 공장 양산 개시

## 사업장
- 본사: 서울특별시 종로구 종로 26 SK빌딩
- 증평공장: 충북 증평군 증평읍 미암로 82-41
- 청주공장: 충북 청주시 흥덕구 월명로 235번길 50